# Okuno Seiichiro
Seiichiro Okuno (sinh ngày 26 tháng 7 năm 1974) là một cầu thủ bóng đá người Nhật Bản.

## Sự nghiệp câu lạc bộ
Seiichiro Okuno đã từng chơi cho Yokohama Flügels và Omiya Ardija.